# Hobart Bosworth

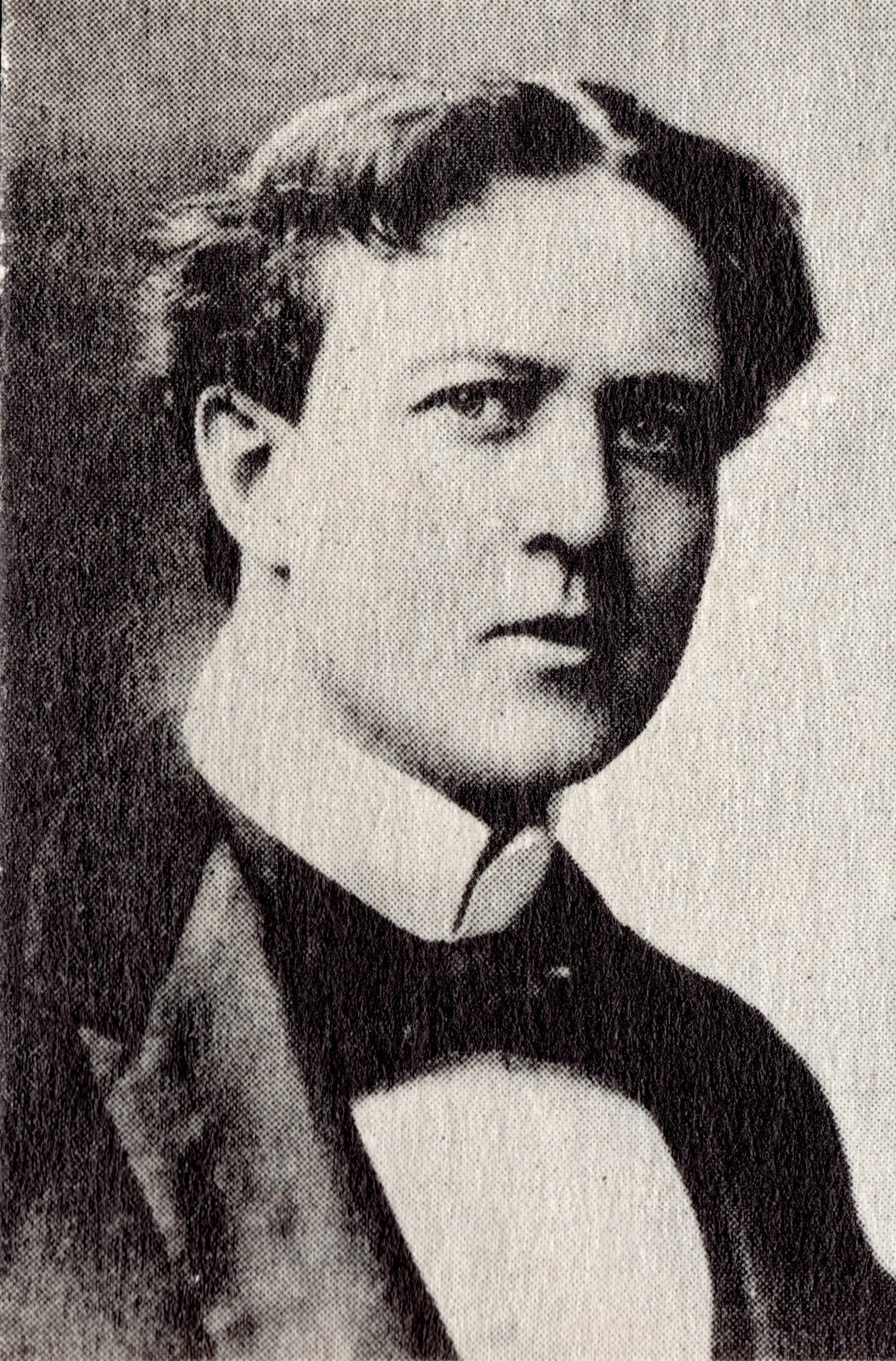
Howard Bosworth (1908)

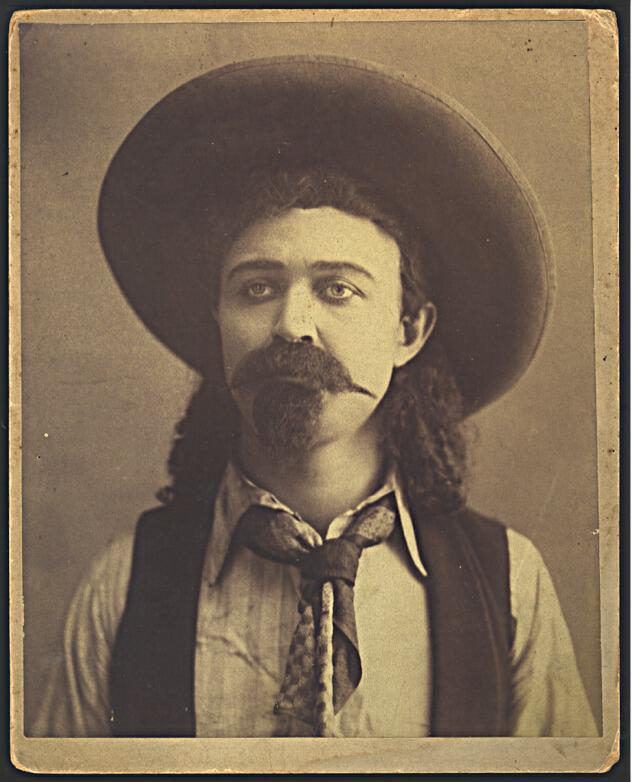
Hobart Bosworth in einem Kostüm (um 1900)

Hobart Van Zandt Bosworth (* 11. August 1867 in Marietta, Ohio; † 30. Dezember 1943 in Glendale, Kalifornien) war ein US-amerikanischer Schauspieler und Filmregisseur.

## Leben
Hobart Bosworth wurde als Sohn von Daniel Perkins Bosworth und Clara Mumford Van Zandt im Nordosten der USA geboren. Nachdem seine Mutter gestorben war, heiratete sein Vater erneut. Bosworth kam mit der Stiefmutter nicht zurecht und verließ im Alter von 12 Jahren sein Elternhaus. Nach einer fünfmonatigen Reise von New York nach San Francisco, begann er wie viele in seiner Familie als Seemann zu arbeiten. Um 1885 begann er seine Karriere als Theaterschauspieler zunächst in kleineren Rollen, dann bald in größeren. Seinen Durchbruch erreichte er am Broadway im Jahre 1888 mit der Rolle des Ringers Charles in Shakespeares Wie es euch gefällt. Nach einer Tour durch Europa arbeitete er mit der Schauspielerin Julia Marlowe an weiteren Shakespeare-Stücken. Während sein schauspielerischer Erfolg wuchs, erkrankte er an Tuberkulose, unter der er den Rest seines Lebens litt. Ein größerer Erfolg am Broadway wurde für ihn 1903 der Auftritte in Henrik Ibsens Hedda Gabler. 
1908 gab er sein Filmdebüt in der Rolle des Edmond Dantes in Der Graf von Monte Christo. Bosworth gehörte damit zu den ersten namhaften US-Schauspielern, die sich ernsthaft mit diesem neuen Medium beschäftigten. In den nächsten Jahren arbeitete er unter anderem mit namhaften Regisseuren wie D. W. Griffith. Neben seinen Auftritten vor der Kamera arbeitete Bosworth bei seinen Filmen auch hinter der Kamera: er führte bei rund 60 Filmen Regie, war über 30 Mal als Drehbuchautor sowie als Produzent in einem Dutzend Filmen beteiligt. Mit seiner eigenen Produktionsfirma Bosworth Inc. verfilmte unter anderem mehrere Dramen von Schriftsteller Jack London wie den Seewolf, in dem Bosworth 1913 selbst die Titelrolle spielte, während Jack London einen Cameo-Auftritt absolvierte. Nachdem Bosworths Firma irgendwann geschlossen worden war, musste er in Produktionen anderer Regisseure spielen, meist hatte er sich ab den 1920er-Jahren mit Nebenrollen zu begnügen. 
Dem älteren Bosworth gelang Ende der 1920er-Jahre der Sprung in den Tonfilm, allerdings wurden seine Rollen unbedeutender. Er spielte unter anderem in Griffiths Präsidentenporträt Abraham Lincoln die Rolle des Südstaatengenerals Robert E. Lee. Meist trat er zu dieser Zeit nur noch in Nebenrollen in B-Western oder in sekundenkurzen Auftritten in größeren Filmen auf. Häufig verkörperte er in späteren Jahren Respektfiguren wie Väter, Ärzte oder Richter. 1942 beendete er seine Filmkarriere nach rund 290 Filmen, er starb ein Jahr später. Seine erste Ehefrau war die Stummfilmschauspielerin Adele Farrington (1867–1963), mit der Bosworth auch in mehreren Filmen auftrat. Sie schieden sich 1919 und Bosworth heiratete ein Jahr später Cecile Kibre. Er adoptierte auch ihren Sohn Percival.

## Filmografie (Auswahl)
- 1908: Der Graf von Monte Christo (The Count of Monte Cristo, Kurzfilm)
- 1908: Dr. Jekyll and Mr. Hyde (Kurzfilm)
- 1914: Martin Eden
- 1916: Oliver Twist
- 1916: Joan the Woman
- 1923: Man Alone
- 1923: Im Schoße der Erde, oder Die Katastrophe auf der Zeche Osten (Little Church Around the Corner)
- 1923: Vanity Fair
- 1923: Der Markt der Seelen (Souls for Sale) (Cameo)
- 1924: Wer war der Vater? (Name the Man)
- 1924: Mein kleiner Kapitän (Captain January)
- 1924: Der Senator und die Tänzerin (The Silent Watcher)
- 1924: Die Auswanderer. Farmerlos (Sundown)
- 1925: Das Halbweltmädchen (The Half-Way Girl)
- 1925: Die große Parade (The Big Parade)
- 1927: Diebstahl (Three Hours)
- 1927: Annie Laurie – Ein Heldenlied vom Hochland (Annie Laurie)
- 1927: Der Chinesenpapagei (The Chinese Parrot)
- 1927: Meine beste Freundin (My Best Girl)
- 1928: Eine schamlose Frau (A Woman of Affairs)
- 1929: Der König der Bernina (Eternal Love)
- 1930: The Devil’s Holiday
- 1930: Abraham Lincoln
- 1930: Du Barry, Woman of Passion
- 1930: Just Imagine
- 1931: Alle Griffe erlaubt (Sit Tight)
- 1931: Das Luftschiff (Dirigible)
- 1931: This Modern Age
- 1931: Helgas Fall und Aufstieg (Susan Lenox)
- 1932: Spiel am Abgrund (The Miracle Man)
- 1932: Der letzte Mohikaner (The Last of the Mohicans)
- 1932: Beine sind Gold wert (Million Dollar Legs)
- 1933: Lady für einen Tag (Lady for a Day)
- 1934: Liebesreigen (Music in the Air)
- 1935: Kreuzritter – Richard Löwenherz (The Crusades)
- 1935: Mit Volldampf voraus (Steamboat Round the Bend)
- 1936: General Spanky
- 1937: Portia on Trial
- 1941: Keine Blumen für O’Hara (Bullets for O’Hara)
- 1941: Mit einem Fuß im Himmel (One Foot in Heaven)
- 1941: Flucht in die Tropen (Law of the Tropics)
- 1941: Sein letztes Kommando (They Died with Their Boots On)
- 1942: Der wilde Bill (Wild Bill Hickok Rides)
- 1942: Die Gaylords (The Gay Sisters)
- 1942: Sin Town